# Jiří Kormaník
Jiří Kormaník (26. března 1935, Scăiuş, Rumunsko – 3. listopadu 2017, Chomutov) byl český zápasník, reprezentant Československa v řecko-římském zápase, držitel stříbrné medaile z Olympijských her.
V Tokiu 1964 získal stříbro v řecko-římském zápase ve střední váhové kategorii. Dále je držitelem stříbrné medaile z mistrovství světa z Tampere a bronzové medaile z ME. Účastnil se tří olympijských her, pěti mistrovství světa a dvou mistrovství Evropy. Desetkrát vybojoval titul mistra Československa ve stylu řecko-římském a čtyřikrát ve volném stylu.

## Účast na OH
- LOH 1960 – 9. místo
- LOH 1964 – 2. místo
- LOH 1968 – AC

## Další úspěchy
- Mistrovství světa 1961 – 5. místo
- Mistrovství světa 1965 – 3. místo
- Mistrovství Evropy 1968 – 3. místo